# مقبرة خعمواست (TT261)

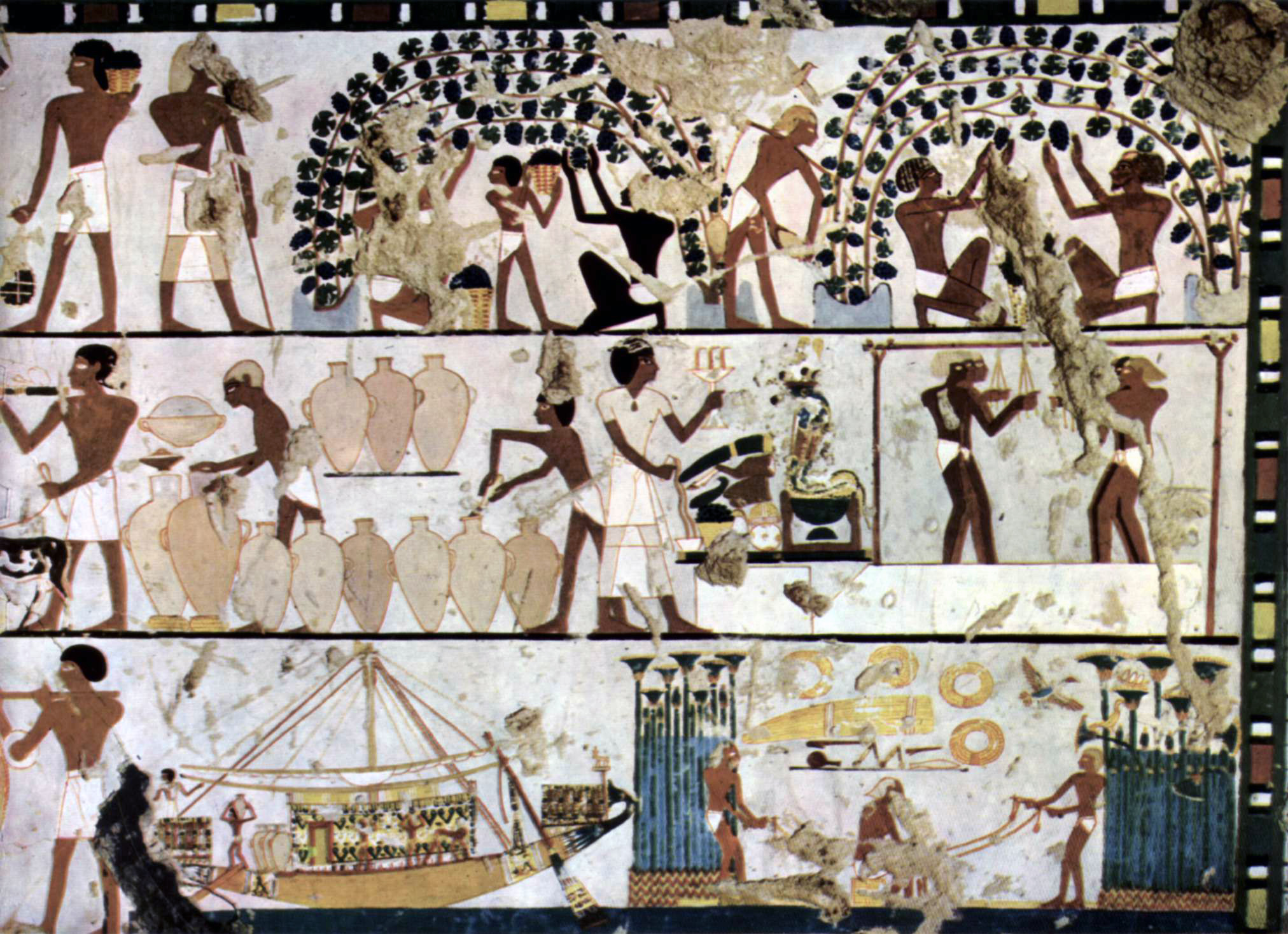
مشهد قطف العنب و صناعة النبيذ من المقبرة

المقبرة رقم 261 في منطقة ذراع أبو النجا (تحمل الرمز العلمي TT261)، في جبانة طيبة غربي الأقصر الحالية جنوب مصر ، ربما تعود إلى الكاهن المطهر للملك أمنحتب الأول و الذي يحمل اسم خعمواست. ولكن لا توجد كتابات في المقبرة كلها و اسم خعمواست معروف فقط من المخاريط الجنازية التي تم العثور عليها مدفونة هناك. و يمكن تصنيف اللوحات المنقوشة على حوائط المحراب الداخلي للمقبرة بأنها تتبع الأسلوب الشائع في عهد الملك تحتمس الرابع.
أما المحراب الداخلي ، الذي نحت في الصخر، فينفتح إلى الشرق على فناء تتقاسمه المقبرة مع المقبرة رقم 260 (مقبرة وسر الكاتب و وازن آمون و المشرف على حقول آمون من عهد الملك تحتمس الثالث) ، و المقبرة الصغيرة نفسها تتكون من قاعة عرضية، بأبعاد 6 أكتار و متران و 2.3 مترا. و وراء ذلك غرفة كبيرة مربعة بأبعاد متران  في متران ، و زخارفها لم يتم الانتهاء من العمل فيها.
و كان يجب أن تكون القاعة الناتجة عن تقاطع السابقتين قد تم الانتهاء تزيينها باللوحات ، و لكن لم يتم الانتهاء من ذلك أيضا ، فالجدران الحاملة للوحات في المقبرة ثلاثة فقط : الجدار الشمالي الشرقي، إلى يمين المدخل، و الجدار الشمالي، و الجدار الشمالي الغربي ، و في الوقت الحالي زخارف الجدارين الأولين مهشمة تماماً. ويمكن القول فقط بأن فيها إفريز من النقوش العلوية (بتميمة خكر) قرب السقف و تيجان ، أما الجدار الثالث فمحفوظ جيدا.
و فيه على اليسار نستطيع أن نرى مالك المقبرة مع زوجته و أمامهم العديد من القرابين. و إلى يمين ذلك حملة القرابين و الذين يجلبون المزيد من الهدايا، ومعظمها من الأغذية. واحتل الجزء الأيمن من الجدار بالكامل مشاهد زراعية. ففي الصف العلوي الأول نرى قطف العنب ، و يظهر في الصف الأوسط عصير العنب و تعبئة النبيذ في القوارير الكبيرة ، وبالإضافة إلى ذلك، يتم تقديم قربان أمام إله ثعبان (ربما هي واجيت) ، و في أسفل هذا المنظر نرى سفينة نقل النبيذ و كذلك عملية صيد البط و الطيور بالشباك.

## اقرأ أيضاً
- قائمة المقابر في مدينة طيبة الجنائزية